# Pasteur (métro de Milan)
Pour les articles homonymes, voir Pasteur.
Pasteur est une station de la ligne 1 du métro de Milan, située viale Monza, à la hauteur de la via Louis Pasteur dont elle porte le nom.